# Merlaut
Merlaut település Franciaországban, Marne megyében. Lakosainak száma 271 fő (2022. január 1.). Merlaut Changy, Outrepont, Plichancourt, Saint-Quentin-les-Marais és Vitry-en-Perthois községekkel határos.

## Népesség
A település népességének változása:
| Lakosok száma | 198  | 188  | 214  | 262  | 245  | 244  | 237  | 254  | 263  | 271  |
|               | 1968 | 1982 | 1990 | 2006 | 2013 | 2015 | 2017 | 2019 | 2020 | 2022 |